# フェリックス・ゴンザレス＝トレス
フェリックス・ゴンザレス＝トレス（Felix Gonzalez-Torres, 1957年11月26日 - 1996年1月9日）は、キューバ生まれの芸術家である。1996年にエイズによって他界。

## 略歴
- 1957年、キューバのグアイマロで生まれる。14歳で姉とスペインへ、のちにプエルトリコへ渡る。
- 1976年、コレヒオ・サンホルヘを卒業。
- 1979年、ニューヨークに移り住む。
- 1981年、プラット・インスティテュートを卒業。
- 1983年、ホイットニー美術館のインディペンデント・スタディー・プログラムで学ぶ。
- 1987年、アート・アクティヴィスト・ユニット「グループ・マテリアル」に参加。

　　　　国際写真センターとニューヨーク大学から芸術の修士号を授与される。
- 1990年、アンドレア・ローゼン画廊で初個展。ロサンゼルスに移り、カリフォルニア芸術大学で教鞭をとる。
- 1995年、グッゲンハイム美術館で大規模な回顧展
- 1996年、エイズによってマイアミにて死去。享年38歳。

## 作品
山積みのキャンディーや電球・紙の束などを使ったミニマルアートやインスタレーションが主な作品。彫刻作品などもある。
キャンディーや紙の束を観客に持ち帰ってもらい作品自体が消えていくことで死の過程を暗示している。作品には自身のエイズ体験から影響を受けている見方もある。